# Sonoma Raceway

Bankarta (Full circuit).

Bankarta (Indycar/motorcycle).

Bankarta (The Chute).

Sonoma Raceway, tidigare Sears Point Raceway och Infineon Raceway, är en amerikansk racerbana i Sonoma, Kalifornien.

## Banbeskrivning
Sonoma Raceway är en av två road course-banor som arrangerar Nascar Cup Series. Det är en ganska långsam bana, med mycket höjdskillnader, och blinda kurvor, vilket gör den oerhört krävande för ett snabbt varv. Den öppnade 1968, och tar 102 000 åskådare. Serier som besöker banan förutom Nascar är IndyCar Series och AMA Superbike. Tidigare har även American Le Mans Series kört på banan. Från och med säsongen 2012 körs Race of the United States i World Touring Car Championship på Sonoma Raceway.

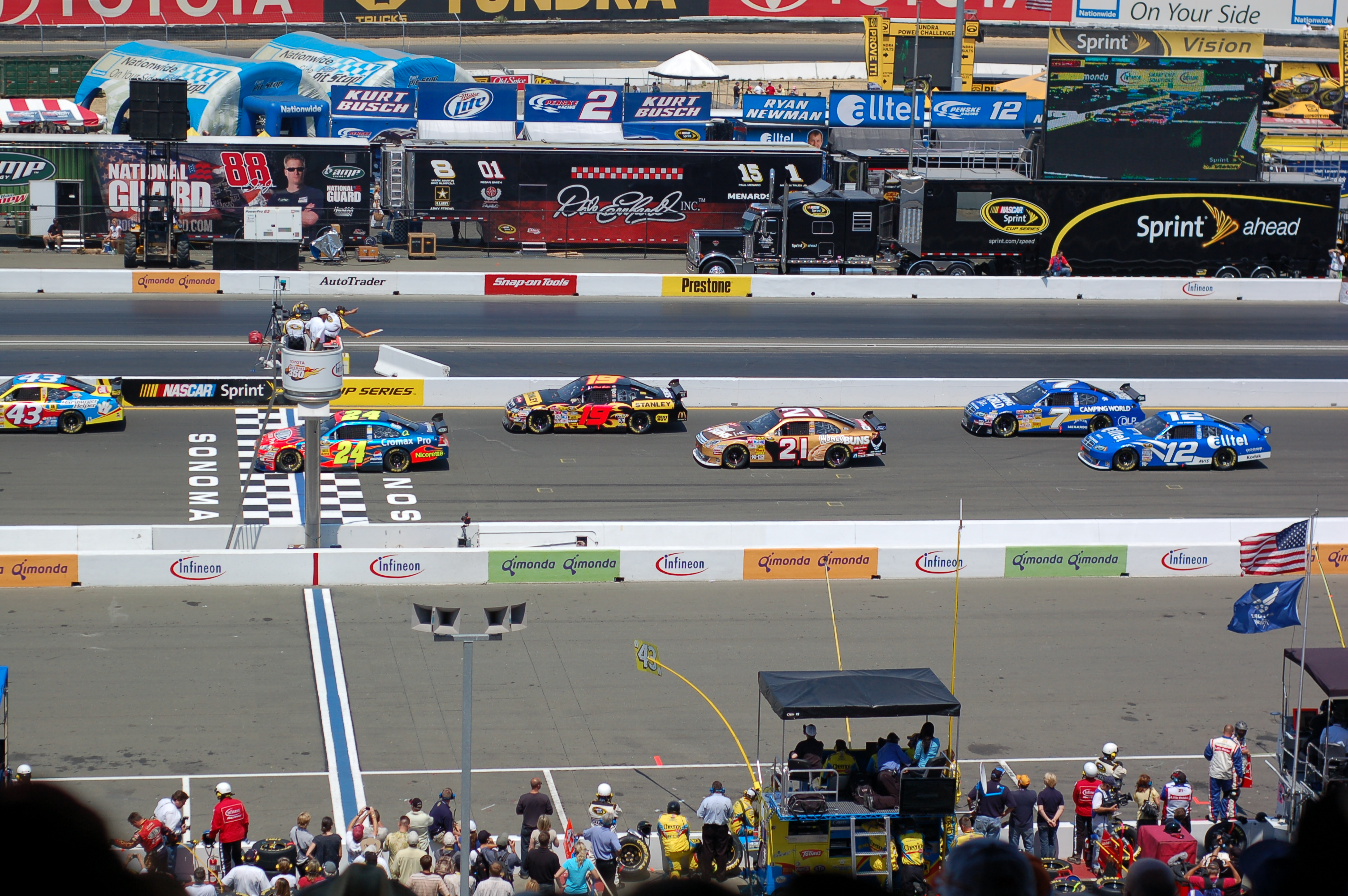
NASCAR Sprint Cup på Infineon Raceway 2008.